# Ludwig Reinthaler
Ludwig Reinthaler (* 3. August 1952 in Waldkirchen am Wesen) ist ein aus Österreich stammender ehemaliger Fahrlehrer und Rechtsextremist.
Bekannt wurde er durch seine Aktionen gegen moderne Kunst. 1992 protestierte er gegen eine Installation von Cornelius Kolig in der Welser Stadtgalerie. 1993 kämpfte er gemeinsam mit Martin Humers Europäischer Bürgerinitiative gegen eine Ausstellung von Hermann Nitsch.

## Politischer Werdegang
1991 hatte er versucht, auf der Liste der Vereinten Grünen Österreichs (VGÖ) zu kandidieren. 1995 organisierte er mehrere rassistische Postwurfsendungen. 1996 kandidierte er bei den nationalistischen „Die Neutralen“ für das Europäische Parlament. Als diese Kandidatur scheiterte, gründete er für die Gemeinderatswahlen 2003 in Wels eine Liste namens Die Bunten. Auch diese Kandidatur war erfolglos. Die Oberösterreichischen Nachrichten bezeichnen ihn als „Polit-Rabauken“.

## Tätigkeiten
Als Leserbriefschreiber trat Reinthaler in der Welser Rundschau zu rechten Reizthemen in Erscheinung. Reinthaler war Stammgast bei den alljährlichen Dichtersteintreffen des Vereins Dichterstein Offenhausen. Dessen Vorsitzender Ottokar Schöfer aus Unterach ist durch rechtsextreme Aktivitäten hervorgetreten, war Mitglied der 1988 verbotenen Nationaldemokratischen Partei (NDP) und hatte gemeinsam mit Otto Scrinzi 1984 den Aufstieg von Jörg Haider als FPÖ-Chef in die Wege geleitet. Reinthaler hat weiterhin engen Kontakt zu dem für seine rechtsradikalen Ambitionen bekannten Welser Unternehmer Robert Wimmer (Wiro-Polypex). Reinthalers Ehefrau ist Schriftführerin des Hochschartener Freundeskreises. 1995 gründete er das Dokumentationsarchiv des Welser Widerstandes, über das er rassistische Flugblätter verbreitete.
Im Rahmen sogenannter Erlebnis-Flohmärkte in der Welser Messe, die Reinthaler organisierte, wurden seit Mitte der 90er Jahre Nazi-Devotionalien und -Propagandamaterial wie Hitler-Büsten, Bilder, Abzeichen oder Bücher wie Mein Kampf angeboten. Stadtrat und Messeleitung von Wels verlängerten wegen zahlreicher Proteste den Vertrag mit Reinthaler Ende 2001 nicht mehr. Reinthaler verkaufte daraufhin die Waren über Ebay.
Intensive Kontakte hat er zur Arbeitsgemeinschaft für demokratische Politik (AfP): Nachdem er bereits im März 2006 eine Demonstration des Bundes freier Jugend in Ried/Innkreis angemeldet hatte, trat er am 20. Oktober bei der 41. Politischen Akademie der AfP in Gumpoldskirchen mit einem Dokumentarfilm über das „Ausländerproblem in Wels“ auf.
Im November 2008 nahm er an einer rechtsextremistischen Gegendemonstration zur Gedenkfeier an die Opfer der Reichspogromnacht teil. Kritisiert wurde Reinthaler auch für seine Erweiterung eines Gedichtes des Kronenzeitung-Redakteurs Wolf Martin. Reinthaler hatte das Gedicht zum Thema „Bankenkrise“ um die Zeilen ergänzt: „Wer sind’s die Herr Martin meint? Wird ihnen seit Jahren nachgeweint? Haben sie vor 80/90 Jahren, den Karren ebenso verfahren? Es könnte sein, wenn man sie beim Namen nennt, ein jeder von ihnen (wieder) um sein Leben rennt!“
Im August 2009 prüfte der Verfassungsdienst des Magistrates Wels, ob die von Reinthaler angeführte Liste „Die Bunten“ für die Gemeinderatswahl in Wels im Herbst 2009 antreten dürfe. Grund für die Prüfung waren die „rabiat ausländerfeindlich(e)“ Einstellung Reinthalers sowie Zweifel darüber, ob Reinthaler verfassungsmäßigen Grundsätzen entspreche. Die Wahlkommission prüfte, ob eine Kandidatur der „Bunten“ nicht einen Verstoß gegen das NS-Verbotsgesetz darstelle. Am 20. August entschied sie mit Zustimmung der SPÖ, ÖVP und der Grünen und unter Ablehnung der FPÖ, dass die „Bunten“ nicht kandidieren dürfen.

## Urteile
2005 wurde Reinthaler wegen Verleumdung des Präsidenten der Arbeiterkammer Oberösterreich Johann Kalliauer, den er als Sammler von Kinderpornographie dargestellt hatte, verurteilt.

### Reinthaler vs. Österreich
1994 wurde eine Ordnungsstrafe gegen Reinthaler erlassen. Er hatte bei einer Strafverhandlung ohne Erlaubnis des vorsitzenden Richters private Tonbandaufnahmen gemacht, worauf er des Saales verwiesen wurde. Als er den Verhandlungssaal nach der Mittagspause betrat und sich trotz Androhung einer Strafe weigerte, diesen zu verlassen, verhängte das Gericht eine Ordnungsstrafe von 2000 ÖS gegen ihn. Dieser Beschluss wurde von Reinthaler durch eine Beschwerde gegen den Staat Österreich vor der Europäischen Kommission für Menschenrechte angefochten, seine Einsprüche wurden jedoch in allen Punkten zurückgewiesen.

### Reinthaler vs. KPÖ
Reinthaler strengte gegen die Kommunistische Partei Österreichs eine Klage wegen Verstoßes gegen das Mediengesetz und Verleumdung an, da diese in einer Presseaussendung im Vorfeld einer Demonstrationsanmeldung durch Reinthaler von dessen Verkauf von NS-Devotionalien auf seinen Flohmärkten berichtet hatte. In der Berufung stellte das Oberlandesgericht Linz fest, dass diese Verkäufe durch Reinthaler gefördert worden seien, und hob das Urteil des Landesgerichtes auf, das Reinthaler eine Entschädigung zugesprochen hatte.

### Reinthaler vs. Bezirkshauptmannschaft Ried
Eine von Reinthaler für den 27. Mai 2007 in Ried angemeldete Demonstration unter dem Motto „Multikulti beenden. Füa unsa Hoamatland“ wurde behördlich untersagt, da es nach Einschätzung der Bezirkshauptmannschaft absehbar zu nationalsozialistischer Propaganda im Verlauf der Kundgebung kommen werde. Reinthaler legte gegen diese Entscheidung Beschwerde vor dem österreichischen Verfassungsgerichtshof ein, der jedoch die Einschätzung der BH voll teilte und das Verbot als rechtmäßig bestätigte.

### Reinthaler vs. Kronen Zeitung
Im Frühjahr 2009 verklagte Reinthaler die Oberösterreich-Redaktion der Kronen Zeitung nach dem Mediengesetz, weil diese ihn in einem Artikel als „der Braune“ bezeichnet hatte. Nachdem die Kronen Zeitung in einem Verhandlungstermin Ende Mai Recht bekommen hatte, legte Reinthaler Berufung gegen das Urteil ein; diese zog er jedoch im August 2009 zurück, womit das Urteil nun rechtskräftig ist.

### Bürgermeister von Wels vs. Reinthaler
Der Welser Bürgermeister Peter Koits klagte gegen eine Fotomontage von Ludwig Reinthaler, die in E-Mails verschickt und auf der Website der „Bunten“ veröffentlicht worden war, wegen „übler Nachrede“ und „Beleidigung“ (§§ 111 und 115 StGB). Das Gericht gab der Klage nicht statt. Richter Anton Weber stellte in der Urteilsbegründung klar, dass bei einem Berufspolitiker die Grenzen von vertretbarer Kritik weiter zu ziehen seien als bei Privatpersonen.

### Reinthaler vs. den Österreichischen Verfassungsgerichtshof
Ende 2011 erstattete Reinthaler mit 19 weiteren Personen Anzeige wegen Amtsmissbrauchs gegen 13 Höchstrichter des österreichischen Verfassungsgerichtshofes (VfGH). Der VfGH hatte sich im März 2010 der Entscheidung der Welser Stadtwahlbehörde, die „Bunten“ nicht zur Gemeinderats- und Bürgermeisterwahl antreten zu lassen, angeschlossen, da sich die Partei etwa die Vertreibung „volksfremder Elemente“ – ähnlich wie die NSDAP – zum Ziel gemacht habe und Kandidaten der „Bunten“ sich öffentlich mit T-Shirts rechtsextremer Musikgruppen gezeigt haben. Die Staatsanwaltschaft Wien stellte noch im Jahr 2011 die Ermittlungen aufgrund der Anzeige Reinthalers gegen die VfGH-Richter ein.

### Reinthaler vs. Uwe Sailer
Im April 2013 wurde Reinthaler von einem Gericht dazu verurteilt, seine Vorwürfe des Amtsmissbrauchs gegen den Polizisten und Datenforensiker Uwe Sailer zu unterlassen und letzterem seine Prozesskosten in Höhe von rund 8000 Euro zu ersetzen. Reinthaler hatte Sailer in einem Facebook-Eintrag ein Jahr zuvor unterstellt, im Zusammenhang mit einem Prozess wegen NS-Wiederbetätigung gegen Mitglieder des rechtsextremen Bundes freier Jugend Beweise gefälscht zu haben.